# Fadane Hamadi
Fadane Hamadi (født 21. juli 1992) er en atlet, der repræsenterer Comorerne.
Han konkurrerer hovedsageligt i sprintløb, forhindringer, længdespring og trespring, men har også deltaget i multi-events.
Han deltog i 110 meter hækkeløb under sommer-OL 2020, men blev slået ud i den indledende runde.